# アストンマーティン・AMR21
アストンマーティン・AMR21 (Aston Martin AMR21) は、アストンマーティンが2021年のF1世界選手権参戦用に開発したフォーミュラ1カーである。

## 概要
昨年ランキング4位を獲得したRP20のコンセプトを引き継いでいるが、今シーズンのレギュレーションに合わせて改良されている。トークンはモノコック部分に使用され、エンジンカウル部分は今シーズンのメルセデスPUの形に合わせて膨らみができている。またサイドポッドの形もRP20とは異なった形を採用している。

## 2021年シーズン
ドライバーはランス・ストロールとスクーデリア・フェラーリより移籍したセバスチャン・ベッテル。
昨年の活躍から期待がかかったものの、バーレーンにて行われたプレシーズンテストにおいてトラブルが生じたため走行を早めに切り上げる場面が見られるなど、不安の残る形で開幕戦を迎えた。
開幕戦となったバーレーンGPでは、ベッテルがQ1敗退を喫し、ストロールもQ3へ進出したものの10位と昨年の速さとは遠い結果で終わってしまう。そして決勝ではベッテルがアルピーヌのエステバン・オコンに追突してしまう結果となるが、ストロールは10位入賞を果たした。
しかし、レギュレーション改正に出遅れてしまったことによって昨シーズンの速さは影を潜めてしまい、ストロールは2戦まで入賞を果たすが、ベッテルは開幕4戦をノーポイントで終えてしまい不安の声が目立つ形となった。それでも第3戦で昨年の第4戦イギリスGP以来となるQ3進出を果たし、第5戦で予選8番手スタートから決勝は5位となり今季初入賞を記録、さらに第6戦では予選は11番手に終わったものの、決勝でのレース戦略功を奏して2位でチェッカーを受け、チームに初の表彰台をもたらした。第11戦でも波乱のレースをかいくぐり2位フィニッシュを飾るものの、レース後にFIAがベッテルのマシンから0.3リットルの燃料サンプルしか抽出できず、技術規則に定められた1.0リットルに届かなかったことにより失格の裁定が下り貴重なポイントを失う羽目になってしまった。また、ストロール自身もコンスタントにポイントを稼ぐなどの活躍を見せている。

## スペック

### パワーユニット
- 型式: メルセデスAMG F1 M12 E Performance
- 重量: 150kg
- 構成: 内燃機関/エンジン(ICE)、モーター・ジェネレーター・ユニット・キネティック(MGU-K)、モーター・ジェネレーター・ユニット・ヒート(MGU-H)、ターボチャージャー(TC)、エナジーストア(ES)、コントロールエレクトロニクス(CE)
- 割り当て: ICE/TC/MGU-H ドライバーに対し3基、MGU-K/ES/CE ドライバーに対し2基

#### 内燃エンジン(ICE)
- 排気量: 1,600cc
- 気筒数: V型6気筒
- バンク角: 90度
- バルブ数: 24
- 最高回転数: 15,000rpm(レギュレーションで規定)
- 最大燃料流量: 100kg/h（10,500rpm以上）
- 燃料噴射方式: 高圧縮直噴（1つの噴射機/シリンダーあたり最大500bar）
- ターボチャージャー: 同軸単段コンプレッサー、排気タービン
- エキゾーストタービン最大回転数: 125,000rpm

#### ERS（エネルギー回生装置）
- 構成: 電気モーター・ジェネレーター・ユニットを介した統合ハイブリッドエネルギー回生
- エナジーストア: リチウムイオンバッテリー（規定重量の20kg）
- 最大エネルギー蓄積量: 4MJ
- MGU-K
  - 最高回転数: 50,000rpm
  - 最大出力: 120kW（161bhp）
  - エネルギー回収: 2MJ
  - エネルギー放出: 4MJ（フルパワー時で33.3秒）
- MGU-H
  - 回転数: 125,000rpm
  - 最大出力: 無制限
  - 最大エネルギー回生: 無制限（1周あたり）
  - 最大エネルギー放出量: 無制限（1周あたり）

## 記録
| 年     | No. | ドライバー | BHR | EMI | POR | ESP | MON | AZE | FRA | STY | AUT | GBR | HUN | BEL | NED | ITA | RUS | TUR | USA | MXC | SÃO | QAT | SAU | ABU | ポイント | ランキング |
| 2021年 |     |            |     |     |     |     |     |     |     |     |     |     |     |     |     |     |     |     |     |     |     |     |     |     |          |            |
| ------ | --- | ---------- | --- | --- | --- | --- | --- | --- | --- | --- | --- | --- | --- | --- | --- | --- | --- | --- | --- | --- | --- | --- | --- | --- | -------- | ---------- |
| 2021年 | 18  | ストロール | 13  | 9   | 7   | 9   | 9   | Ret | 10  | 8   | 13  | 8   | Ret | 20  | 12  | 7   | 11  | 9   | 12  | 14  | Ret | 6   | 11  | 13  | 77       | 7位        |
| 2021年 | 5   | ベッテル   | 15  | 15† | 13  | 13  | 5   | 2   | 9   | 12  | 17† | Ret | DSQ | 5   | 13  | 12  | 12  | 18  | 10  | 7   | 11  | 10  | Ret | 11  | 77       | 7位        |

- 太字はポールポジション、斜字はファステストラップ。(key)
- † : リタイアだが、90%以上の距離を走行したため規定により完走扱い。